# Brian Farrell
Brian Farrell LC (ur. 8 lutego 1944 w Dublinie) – irlandzki duchowny katolicki, biskup, sekretarz Papieskiej Rady ds. Popierania Jedności Chrześcijan.

## Życiorys
W 1961 wstąpił do zgromadzenia Legionu Chrystusa. Święcenia kapłańskie otrzymał 26 listopada 1969 z rąk kardynała Ildebranda Antoniuttiego. Po święceniach został mistrzem nowicjatu w Connecticut, a następnie wyjechał do Rzymu na studia doktoranckie z teologii, uwieńczone w 1981. Po uzyskaniu dyplomu rozpoczął pracę w watykańskim Sekretariacie Stanu. W latach 1999–2002 był dyrektorem biura w Sekcji Spraw Ogólnych.

### Episkopat
19 grudnia 2002 został mianowany przez Jana Pawła II sekretarzem Papieskiej Rady ds. Popierania Jedności Chrześcijan oraz biskupem tytularnym diecezji Abitinae. Sakry biskupiej 6 stycznia 2003 udzielił mu papież Jan Paweł II.
Brat Kevina Farrella, prefekta Dykasterii ds. Świeckich, Rodziny i Życia.